# Eoophyla ochripicta
Eoophyla ochripicta là một loài bướm đêm trong họ Crambidae.